# Pettersson & Bendel
Pettersson & Bendel är en roman av Waldemar Hammenhög, utgiven 1931. Den handlar om två män som med lätthet tjänar pengar på skumraskaffärer. Romanen är den första delen i en trilogi; de följande delarna är Pettersson & Bendels nya affärer från 1944 (även den har filmatiserats) och Pettersson och Bendel på Sicilien från 1950.
Boken har utkommit i flera utgåvor, den senaste 1983, och översattes på 1930-talet bland annat till tyska och holländska.

## Filmatiseringar
Romanen filmades i regi av Per-Axel Branner, och även filmen gavs namnet Pettersson & Bendel. Den hade svensk premiär år 1933. Filmen visades i Tyskland 1935 där den blev en av propagandaminister Joseph Goebbels favoritfilmer. Adolf Jahr spelade Pettersson och Semmy Friedmann Bendel.
Senare har romanen även filmats av Hans Alfredson under namnet P&B, som hade premiär 1983. Det antisemitiska draget är i denna version borttaget genom att Bendel i filmen (spelad av Allan Edwall) kommer från Grekland.

## Utgåvor
- 1931 –  Pettersson & Bendel: tidsroman. Stockholm: Natur o. kultur. Libris 1355326
  - 1983 –  Pettersson & Bendel (Ny utg.). Stockholm: Natur och kultur. Libris 7228319. ISBN 91-27-01317-0

### På andra språk
- (på danska) Pettersson & Bendel. Översättning: Elfelt Kjeld. København. 1932. Libris 2686562
- (på tyska) Pettersson & Bendel: Roman. Översättning: Züchner Ernst. Leipzig & Berlin. 1935. Libris 2686572
- (på nederländska) Pettersson & Bendel: een moderne schelmenroman. Översättning: Zaalberg M. P.. Leiden. 1936. Libris 2686568